# Seyneria gassina
Seyneria gassina är en insektsart som beskrevs av Goux 1990. Seyneria gassina ingår i släktet Seyneria och familjen ullsköldlöss.
Artens utbredningsområde är Frankrike. Inga underarter finns listade i Catalogue of Life.